# 禹门口站
禹门口站是一个侯西线上的铁路车站，位于山西省运城市河津市禹门口村，建于1985年，目前为四等站，邮政编码为043304。目前客运：办理旅客乘降；不办理行李、包裹托运；不办理货运营业。